# Душица
Души́ца (лат. Oríganum) — род кустарников семейства Яснотковые (Lamiaceae), включающий около 60 видов.

## Этимология
Русское название дано этому растению за его приятный запах.
Греческое название встречается в трудах Диоскорида и Гиппократа и происходит от греческих слов oros — холм, гора и ganos — блеск, орнамент и может быть переведено как: блестящее растение, растущее на камнях, или украшение гор, так как в период цветения становится глянцевым, блестящим и покрывает склоны гор нарядным ковром.

## Ботаническое описание

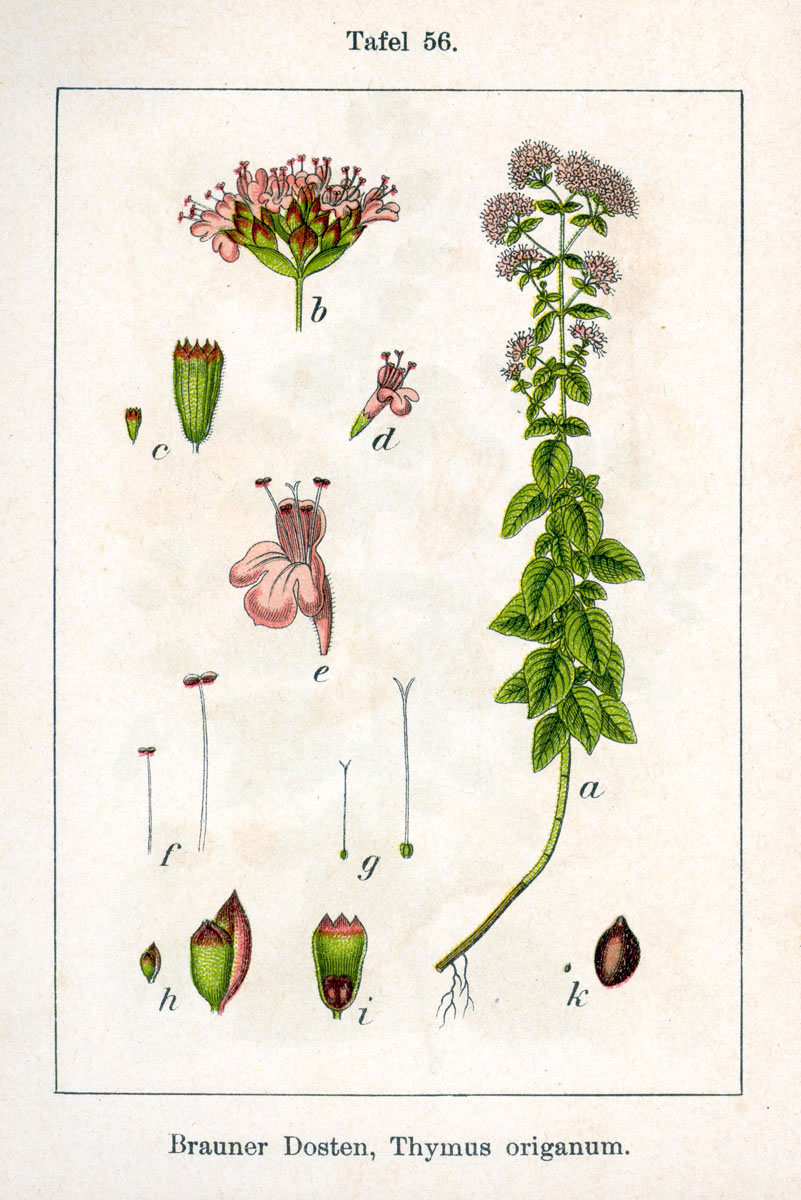
Душица обыкновенная.

Многолетние травянистые растения или полукустарники, высотой 30—75 см. Корневище голое, часто ползучее.
Стебель четырёхгранный, прямостоячий, малоопушенный, в верхней части голый.
Листья супротивные, черешковые, продолговато-яйцевидные, цельнокрайные, на кончике заострённые, сверху тёмно-зелёные, снизу серо-зелёные, длиной 1—4 см.
Цветки мелкие, трубчатые, розоватые или розово-пурпурные, собраны в щитковидно-метельчатые соцветия, прицветники часто тёмного красно-фиолетового цвета, венчики бледно-фиолетовые с розоватым отливом. Венчик двугубый, но верхняя губа слабо развита, и тычинки нередко выступают из венчика, а не замкнуты, как у большинства родов семейства.
Масса 1000 семян около 0,1 грамма.
Растение цветёт в июле — августе.

## Распространение и экология
Представители рода произрастают на территории Северной Африки и Евразии, за исключением Дальнего Востока. На территории России встречаются повсеместно в Европейской части, на Кавказе, и в Южной Сибири. Отдельные виды этого рода имеют более широкий ареал, так Душицу обыкновенную (Origanum vulgare) можно встретить от Азорских островов до Тайваня. Культивируется повсеместно.
В Центральной Европе некоторые виды известны с XVI века, и все это время они использовались как пряность. В Северной Америке — завозное растение, и известно лишь с начала XX века.
Растёт на сухих лугах, полянах, на склонах гор, в светлых лесах.

## Применение
Растения содержат эфирные масла, дубильные вещества и аскорбиновую кислоту. Приправой и лекарственным сырьём являются листья и цветочные почки, как свежие, так и сушёные. Вкус и запах растений сильно обогащают блюда, а содержащиеся в них летучие масла, дубильные соединения и горечи возбуждают аппетит. Душицу добавляют к жаркому из баранины, говядины, к ризотто, спагетти, салатам, супам, соусам и рыбе, а также к смесям пряностей (например, чилийской). Листья некоторых видов применяют как пряность и приправу, а также в ликёро-водочном производстве. Наряду с экстрактами полыни горькой, тысячелистника, донника неаполитанского и кориандра, спиртовой экстракт душицы входит в состав вермута.
Растение используется в медицине как обезболивающее, антисептическое, отхаркивающее, желудочное и тонизирующее средство. Эфирные масла используются в ароматерапии. Настойку листьев прописывают при кашле, мигрени, расстройствах пищеварения и ревматических болях, для успокоения нервов. Душица входит в состав потогонных сборов и сборов для ванн.
Многие виды хорошие медоносы.

## Классификация

### Таксономия
Origanum Tourn. ex L., 1753, Sp. Pl. : 590
Род Душица относится к семейству Яснотковые (Lamiaceae) порядка Ясноткоцветные (Lamiales). Таксономическая схема в соответствии с Системой APG IV по состоянию на декабрь 2023 года:
|  |                                      |  |                                   |                                   |                      |  | ещё 23 семейства |               |               |                                                              |
|  |                                      |  |                                   |                                   |                      |  |                  |               |               | 57 подтвержденных вида и 24 таксона, ожидающих подтверждения |
|  |                                      |  |                                   | порядок Ясноткоцветные            |                      |  |                  |               | род Душица    |                                                              |
|  |                                      |  |                                   | порядок Ясноткоцветные            |                      |  |                  |               | род Душица    |                                                              |
|  | отдел Цветковые, или Покрытосеменные |  |                                   |                                   | семейство Яснотковые |  |                  |               |               |                                                              |
|  | отдел Цветковые, или Покрытосеменные |  |                                   |                                   |                      |  |                  |               |               |                                                              |
|  |                                      |  | ещё 63 порядка цветковых растений | ещё 63 порядка цветковых растений |                      |  |                  | ещё 268 родов | ещё 268 родов |                                                              |
|  |                                      |  |                                   | ещё 63 порядка цветковых растений |                      |  |                  |               | ещё 268 родов |                                                              |

### Виды
- Origanum × adanense Bașer & H.Duman
- Origanum × adonidis Mouterde
- Origanum × barbarae Bornm.
- Origanum × dolichosiphon P.H.Davis
- Origanum × intercedens Rech.f.
- Origanum × intermedium P.H.Davis
- Origanum × majoricum Cambess.
- Origanum × minoanum P.H.Davis
- Origanum × pabotii Mouterde
- Origanum acutidens (Hand.-Mazz.) Ietsw.
- Origanum akhdarense Ietsw. & Boulos
- Origanum amanum Post — Душица аманская
- Origanum bargyli Mouterde
- Origanum bilgeri P.H.Davis
- Origanum boissieri Ietsw.
- Origanum brevidens Bornm.
- Origanum calcaratum Juss.
- Origanum compactum Benth.
- Origanum cordifolium Vogel
- Origanum cyrenaicum Beg. & Vaccari
- Origanum dayi Post
- Origanum dictamnus L. — Душица критская
- Origanum ehrenbergii Boiss.
- Origanum elongatum (Bonnet) Emb. & Maire
- Origanum floribundum Munby
- Origanum haradjanii Rech.f.
- Origanum haussknechtii Boiss.
- Origanum humile Poir.
- Origanum husnucan-baseri H.Duman, Aytaç & A.Duran
- Origanum hypericifolium O.Schwarz & P.H.Davis
- Origanum isthmicum Danin
- Origanum jordanicum Danin & Künne
- Origanum laevigatum Boiss.
- Origanum leptocladum Boiss.
- Origanum libanoticum Boiss.
- Origanum lirium Heldr. ex Halácsy
- Origanum majorana L. — Майоран
- Origanum majoricum Cambess.
- Origanum microphyllum (Benth.) Vogel
- Origanum minutiflorum O.Schwarz & P.H.Davis
- Origanum munzurense Kit Tan & Sorger
- Origanum nebrodense Tineo ex Lojac.
- Origanum onites L.
- Origanum pampaninii (Brullo & Furnari) Ietsw.
- Origanum petraeum Danin
- Origanum punonense Danin
- Origanum ramonense Danin
- Origanum rotundifolium Boiss.
- Origanum saccatum P.H.Davis
- Origanum scabrum Boiss. & Heldr.
- Origanum sipyleum L.
- Origanum solymicum P.H.Davis
- Origanum symes Carlström
- Origanum syriacum L. — Душица сирийская
- Origanum vetteri Briq. & Barbey
- Origanum vogelii Greuter & Burdet
- Origanum vulgare L. typus[1] — Душица обыкновенная

|                                                                        |  |  |
| Слева направо: Соцветие майорана. Соцветие и лист душицы обыкновенной. |  |  |